# Łachwa (obwód mohylewski)
Łachwa (biał. Лахва; ros. Лахва) – osiedle na Białorusi, w obwodzie mohylewskim, w rejonie mohylewskim, w sielsowiecie Kniażyce.